# Бруну Жордан
Бруну Андре Каваку Жордан (порт. Bruno André Cavaco Jordão, нар. 12 жовтня 1998, Маріня-Гранде) — португальський футболіст, півзахисник клубу «Вулвергемптон Вондерерз». На правах оренди грає за «Санта-Клару».

## Клубна кар'єра
Вихованець клубу «Уніан Лейрія», за який і розпочав грати у третьому дивізіоні Португалії. 
20 серпня 2016 року Жордан зробив свій професійний дебют за «Брагу Б» у матчі другого дивізіону проти «Кова-да-П'єдаде».
31 серпня 2017 року Жордан разом з одноклубником і співвітчизником Педру Нету на правах оренди перейшов в італійський «Лаціо» на два роки з зобов'язанням подальшого викулу за 26 мільйонів євро.
2 серпня 2019 підписав контракт з англійським «Вулвергемптон Вондерерз».
6 вересня 2020 орендований до кінця сезону португальським «Фамаліканом».

## Титули і досягнення
- Володар Кубка Італії (1):

«Лаціо»: 2018-19